# Quíscal cantaire
El quíscal cantaire o tord cantor (Dives dives) és una espècie d'ocell de l'ordre Passeriformes i la família Icteridae, pròpia de Mèxic i Amèrica Central.
Els individus adults mesuren uns 25 cm del bec a la cua. Els mascles són completament negres, incluient els ulls, el bec i les potes, i lleugerament iridescents. Les femelles són més petites i la seva coloració tendeix més al color marró.
És d'hàbitats tropicals, i prefereix les àrees obertes, així com camps de cultiu i poblats humans. S'alimenta sobretot d'insectes, als quals busca en el sòl, però també sol alimentar-se de nèctar, grans i fruits.
És bastant comú en el sud i sud-est de Mèxic, principalment en el vessant del Golf. La seva distribució s'ha estès ràpidament des de la meitat del segle xx. Va arribar al Salvador en la dècada de 1950, a l'est de Guatemala en la dècada de 1960; es va fer comú a Costa Rica des de la dècada de 1990 i s'espera que aviat colonitzi Panamà. La seva expansió sembla estar afavorida per la desforestació.